# Походка

Человеческий скелет в движении

Походка — совокупность индивидуальных особенностей, определяющая манеру пешего передвижения отдельно взятого человека. Походка объединяет биомоторику (см. моторика) свободных конечностей с движениями туловища и головы, при котором, механизм мышечной координации регулируется механизмами осуществления движения, поддержания позы и равновесия тела. Многие двигательные элементы и признаки походки обуславливаются наследственно, однако на формирование походки оказывает влияние воспитание, темперамент, характер, выбранная профессия и другие факторы.

## Способы изучения
Современная наука обладает богатым арсеналом средств для изучения биомеханики походки, которые различаются, прежде всего, изучаемыми параметрами: динамическими, кинематическими, пространственными, скоростными и др. 
Примерно в начале 70-х годов XX века в биомеханике определился консенсус на выбор необходимых первичных параметров и соответствующих им методов исследования (подометрия, гониометрия, ихнометрия, динамометрия и т. п.)

## Патологии
Изменение походки может быть признаком проблем в функционировании опорно-двигательного аппарата. Примером этого может служить приобретённая хромота. 
Болевые синдромы также могут вызвать нарушения походки. Вследствие общей слабости походка замедляется, а пешее движение осуществляется с остановками. Для врождённой косолапости характерна ходульная походка.